# Генрик Шлайфер
Генрик Шляйфер (пол. Henryk Szlajfer; нар. 7 листопада 1947) — польський економіст і політолог, професор Варшавського університету, колишній посол-керівник Постійного представництва Польської республіки при ОБСЄ та інших міжнародних організаціях у Відні, директор департаменту стратегії і планування політики, а згодом департаменту США та архіву Міністерства закордонних справ.

## З життєпису
1968 року разом з Адамом Міхніком був відрахований з Варшавського університету. Ця подія стала поштовхом для початку масових студентських протестів. Провів 2 роки у в'язниці.
1973 року отримав ступінь магістра з теорії економіки у Інституті економічних наук Варшавського університету.
1977 року закінчив докторські студії з гуманітарних наук в Інституті соціології Варшавського університету.
2006 року отримав габілітацію (з політичних наук) в Інституті політичних студій Польської академії наук.
Головний редактор квартальника «Sprawy Międzynarodowe» (від 1992 року) та його англійської версії «The Polish Quarterly of International Affairs». Член редакції піврічника «Studia Polityczne» (Інститут політичних студій ПАН). В 1990-х був у редакційній раді журналу «Journal of Latin American Studies» (Cambridge University Press)

### Вибрані публікації
- The Faltering Economy. The Problem of Accumulation under Monopoly Capitalism (співредактор Джон Б. Фостер), Monthly Review Press, New York 1984
- From the Polish Underground. Selections from «Krytyka», 1978—1993 (співредактор Майкл Бернард), The Pennsylvania State University Press 1995
- Europa Środkowo-Wschodnia i Ameryka Południowa 1918—1939 : szkice o nacjonalizmie ekonomicznym (Redakcja, PWN, Warszawa 1992
- Dezintegracja przestrzeni eurazjatyckiej a bezpieczeństwo Europy Środkowej i Wschodniej, PISM, Warszawa 1993
- Polacy — Żydzi: zderzenie stereotypów: esej dla przyjaciół i innych, Wydawnictwo Naukowe SCHOLAR, Warszawa 2003
- Droga na skróty: nacjonalizm gospodarczy w Ameryce Łacińskiej i Europie Środkowo-Wschodniej w epoce pierwszej globalizacji: kategorie, analiza, kontekst porównawczy, ISP PAN, Warszawa 2005
- Modernizacja zależności: kapitalizm i rozwój w Ameryce Łacińskiej, Osollineum, Wrocław 1984
- Nineteenth century Latin America: two models of capitalism: the case of Haiti and Paraguay